# Робињо
Робсон де Соуза познатији као Робињо (порт. Robinho; Сао Висенте, 25. јануар 1984) је бивши бразилски фудбалер и репрезентативац.

## Каријера
Робињо је први професионални уговор потписао 2002. са Сантосом, када му је било 18 година. У дебитантској сезони је одиграо 24 утакмице и постигао је један погодак. Његова екипа је освојила те сезоне титулу првака. Наредне сезоне Сантос је стигао до финала Купа Либертадорес у којем је поражен од Боке јуниорс. Током 2004. године Робињо је одиграо 37 утакмица на којима је био стрелац 21 гола. Те сезоне је предводио Сантос до још једне титуле првака Бразила.
Својим играма је већ тада привукао пажњу великог броја европских екипа, али је Сантос одбио да га прода. Наредне сезоне Робињова форма је била у силазној путањи. Томе је знатно допринела и отмица његове мајке Марине која је киднапована 6. новембра 2005. из свог дома. Ослобођена је тек након шест недеља неповређена када је Робињо исплатио откуп отмичарима. Реал Мадрид је јула 2005. постигао договор са Сантосом о висини обештећења. Реал је тада за Робињову слободу платио 24 милиона евра.
По доласку у Реал носио је дрес са бројем 10, који је пре њега носио Луис Фиго. У својој првој сезони у дресу Реала одиграо је 37 утакмица и постигао 14 голова. Доласком Фабиа Капела на место тренера, Робињо је заједно са Дејвидом Бекамом изгубио место у првом тиму и већи део те сезоне је преседео на клупи. Након смене Капела и доласка Бернда Шустера на место тренера, Робињо је све чешће добијао прилику да игра. Ту сезону 2007/08. завршио је са 11 постигнутих голова у првенству уз осам асистенција. Те сезоне је постигао и четири гола у лиги шампиона.
Након неуспелих преговора о продужењу уговора, Реал Мадрид је одлучио да га прода. Последњег дана прелазног рока за клубове из Премијер лиге, 1. септембра 2008. Реал је прихватио понуду Манчестер ситиа од 42,5 милиона евра. Са новим клубом Робињо је потписао четворогодишњи уговор уз недељну плату од 160.000 фунти. Дебитовао је 13. септембра 2008. у поразу од 3-1 против Челсија. На том мечу је постигао и свој први гол у дресу Ситија. Свој први хет трик у Премијер лиги је остварио 26. октобра против Стоука. Први гол у Евро куповима за Манчестер сити је постигао у Купу УЕФА против Твента (3:2) 6. новембра. У утакмици против Хал ситија (2—2) носио је капитенску траку уместо суспендованог Ричарда Дана.
Пропустио је почетак друге сезоне у клубу због повреде. Вратио се на терен после три месеца паузе. До краја полусезоне одиграо је 12 утакмица, од тога десет у првенству и постигао је само један гол. Због слабе форме и лоших односа са тренером, клуб је одлучио да га пошаље на позајмицу.
У клуб у којем је поникао, Сантос дошао је 28. јануара 2010. на шестомесечну позајмицу. Изјавио је тада да је напустио Манчестер сити зато што је желео да игра стандардно како би се изборио за место у репрезентацији на предстојећем Светском првенству. Помогао је Сантосу да дође до свог првог Купа у историји. Након истека позајмице је желео да остане у Сантосу али Манчестер сити није желео да продужи ту позајмицу.
У Сити се вратио августа 2010. али је желео да пређе у неки други клуб пре истека прелазног рока 31. августа. Фенербахче и Бешикташ су отпочели преговоре са Манчестер ситијем али је Робињо одбио могућност да се пресели у Турску.
Последњег дана прелазног рока Манчестер сити је постигао договор са Миланом о висини обештећења од 18 милиона евра, док је Робињо потписао четворогодишњи уговор. Дебитовао је против Чезене када је у игру ушао са клупе. Стартер је по први пут био у победи над Ђеновом од 1-0. Свој први гол за Милан је постигао 16. октобра 2010. против Кјева (3—1). Поставио је тада коначан резултат у надокнади времена. Своју прву сезону у дресу Милана, завршио је са 14 погодака у 33 утакмице.

## Репрезентација
За репрезентацију Бразила је дебитовао на КОНКАКАФ златном купу 13. јула 2003. против Мексика (0—1). Репрезентација Бразила је на овом такмичењу наступала са репрезентацијом до 23 године али је ово такмичење било такмичење сениорских репрезентација па се утакмица овог турнира узима за Робињов званични деби. Робињо је такође учествовао и на Купу конфедерација 2005. на којем је Бразил тријумфовао. Играо је на четири од пет мечева своје репрезентације на том првенству.
На Америчком купу 2007. Робињо је био стрелац сва четири гола за своју репрезентацију у такмичењу по групама. У четвртини финала против Чилеа (6—1) био је двоструки стрелац. Бразил је тријумфовао на овом такмичењу а Робињо је добио златну копачку као најбољи стрелац а уједно је проглашен и најбољим играчем.
На Купу конфедерација 2009. Робињо је играо на сваком мечу своје репрезентације на овом такмичењу на којем је Бразил у финалу савладао САД са 3-2. Нашао се и на списку репрезентативаца за Светско првенство 2010. Робињо је био стрелац једног гола у осмини финала против Чилеа (3—0), као и против Холандије (1—2) у четвртфиналу.

## Трофеји

### Сантос
- Првенство (2) : 2002. и 2004.
- Куп (1) : 2010.

### Реал Мадрид
- Првенство (2) : 2007. и 2008.
- Суперкуп (1) : 2008.

### Милан
- Серија А (1) : 2011.
- Суперкуп (1) : 2011.

### Бразил
- Куп конфедерација (2) : 2005. и 2009.
- Копа Америка (1) : 2007.